# Canaleja (Umbrías)
Canaleja es una localidad española del municipio abulense de Umbrías, en la comunidad autónoma de Castilla y León.

## Historia
Hacia mediados del siglo XIX, la localidad, perteneciente ya por entonces al término municipal de Umbrías, tenía unas 10 casas. Aparece descrita en el quinto volumen del Diccionario geográfico-estadístico-histórico de España y sus posesiones de Ultramar de Pascual Madoz de la siguiente manera:

CANALEJA: l. de la prov. y dióc. de Avila (16 leg.), part. jud. del Barco de Avila (1/2), ayunt. de Umbrias, y felig. de Navatejares: tiene unas 10 casas: las circunstancias de su pobl., localidad y riqueza, estan comprendidas en su ayunt. (V.)
(Madoz, 1846, p. 388)

En 2021 la localidad tenía 12 habitantes censados.